# Gustaf Berglund
Högosta Axel Gustaf Berglund, född 4 maj 1998 i Säfsnäs församling i Dalarnas län, är en svensk längdskidåkare, som tävlar för IFK Mora.
Han är uppväxt i Sigtuna och tävlade tidigare för Storvreta IK och Arlanda-Märsta SK. Hans far Claes Berglund blev  världsmästare i skidorientering 1986, och kom 6:a i Vasaloppet 1992.
Gustaf Berglund belönades med Mora-Nissestipendiet 2018.
Berglund debuterade i världscupen den 12 januari 2019 i Dresden.
Den 9 december 2020 blev han utsedd till den 33:e kransmasen för Vasaloppet inför 2021 års tävling.

## Resultat

### Världsmästerskap
| Tävling        | 15 km | Skiathlon | 50 km | Sprint | Stafett | Lagsprint |
| -------------- | ----- | --------- | ----- | ------ | ------- | --------- |
| Trondheim 2025 | —     | —         | 8:a   | —      | —       | —         |